# Clane
Clane (Claonadh en irlandais) est une ville du comté de Kildare en république d'Irlande.
Elle est située sur le fleuve Liffey, à 33 km de Dublin.
En tant que ville satellite de la capitale, Clane connait un développement très rapide depuis les années 1990.
Son nom est une anglicisation de claonadh, une « courbe », en référence aux méandres du Liffey auprès duquel elle est établie.

## Démographie
Au recensement de 2006, la ville de Clane comptait 4 968 habitants.
En 2016, Clane comptait 7 280 habitants, en nette augmentation par rapport aux 6 702 de 2011. D'après le recensement de 2011, 2 565 habitants parlaient irlandais à Clane (880 tous les jours) ; 984 habitants parlaient une autre langue que l'irlandais ou l'anglais (le polonais étant la langue de 336 personnes).